# Above the Weeping World
Above the Weeping World è il terzo album degli Insomnium, pubblicato nel 2006.

## Tracce
1. The Gale – 2:41
2. Mortal Share – 4:00
3. Drawn to Black – 6:00
4. Change of Heart – 4:31
5. At the Gates of Sleep – 7:05
6. The Killjoy – 5:23
7. Last Statement – 7:32
8. Devoid of Caring – 5:40
9. In the Groves of Death – 10:08
10. Victims Circle Complete (Japanese edition bonus track) – 5:12
11. Unmourned (Japanese edition bonus track) – 4:49
12. Numen Vivinum (Japanese edition bonus track) – 5:30

## Formazione
- Niilo Sevänen − voce, basso
- Ville Friman − chitarra
- Ville Vänni − chitarra
- Markus Hirvonen − batteria